# 418 Alemanija
418 Alemanija (mednarodno ime 418 Alemannia) je asteroid tipa M (po Tholenu) v glavnem asteroidnem pasu. 

## Odkritje
Asteroid je odkril Max Franz Joseph Cornelius Wolf 7. septembra 1896 v Heidelbergu.. Poimenovan je po bratovščini na Univerzi v Heidelbergu.

## Lastnosti
Asteroid Alemanija obkroži Sonce v 4,17 letih. Njegova tirnica ima izsrednost 0,118, nagnjena pa je za 6,819° proti ekliptiki. Njegov premer je 34,10 km, okoli svoje osi se zavrti v 4,671 urah .